# Division 2 1993-1994
La Division 2 1993-1994 è stata la 55ª edizione della seconda serie del campionato francese di calcio, disputato tra il 24 luglio 1993 e il 25 maggio 1994 e concluso con la vittoria del Nizza, al suo quarto titolo.
Capocannoniere del torneo è stato Yannick Le Saux (Saint-Brieuc), con 27 reti.

## Squadre partecipanti
- Bastia
- Beauvais
- Bourges
- Charleville
- Dunkerque
- Gueugnon
- Istres
- Laval
- Le Mans
- Mulhouse
- Nancy

- Nîmes
- Niort
- Nizza
- Olympique Alès
- Red Star
- Rennes
- Rouen
- Saint-Brieuc
- Sedan
- Valence
- Valenciennes

## Classifica finale
|  | Pos. | Squadra        | Pt | G  | V  | N  | P  | GF | GS | DR  |
|  | ---- | -------------- | -- | -- | -- | -- | -- | -- | -- | --- |
|  | 1.   | Nizza          | 54 | 42 | 18 | 18 | 6  | 47 | 25 | +22 |
|  | 2.   | Rennes         | 53 | 42 | 20 | 13 | 9  | 57 | 38 | +19 |
|  | 3.   | Bastia         | 53 | 42 | 21 | 11 | 11 | 44 | 29 | +15 |
|  | 4.   | Nîmes          | 51 | 42 | 21 | 9  | 12 | 59 | 38 | +21 |
|  | 5.   | Red Star       | 49 | 42 | 20 | 9  | 13 | 61 | 45 | +16 |
|  | 6.   | Saint-Brieuc   | 47 | 42 | 18 | 11 | 13 | 53 | 52 | +1  |
|  | 7.   | Laval          | 46 | 42 | 16 | 14 | 12 | 56 | 47 | +9  |
|  | 8.   | Dunkerque      | 42 | 42 | 13 | 16 | 13 | 44 | 51 | -7  |
|  | 9.   | Charleville    | 42 | 42 | 14 | 14 | 14 | 41 | 48 | -7  |
|  | 10.  | Olympique Alès | 41 | 42 | 13 | 15 | 14 | 47 | 50 | -3  |
|  | 11.  | Sedan          | 40 | 42 | 14 | 12 | 16 | 44 | 42 | +2  |
|  | 12.  | Nancy          | 40 | 42 | 15 | 10 | 17 | 49 | 48 | +1  |
|  | 13.  | Gueugnon       | 40 | 42 | 11 | 18 | 13 | 43 | 43 | 0   |
|  | 14.  | Mulhouse       | 40 | 42 | 13 | 14 | 15 | 49 | 52 | -3  |
|  | 15.  | Valence        | 39 | 42 | 15 | 11 | 17 | 43 | 50 | -7  |
|  | 16.  | Beauvais       | 39 | 42 | 10 | 19 | 13 | 45 | 51 | -6  |
|  | 17.  | Le Mans        | 39 | 42 | 14 | 11 | 17 | 43 | 50 | -7  |
|  | 18.  | Niort          | 39 | 42 | 13 | 13 | 16 | 34 | 41 | -7  |
|  | 19.  | Rouen          | 37 | 42 | 15 | 7  | 20 | 45 | 53 | -8  |
|  | 20.  | Valenciennes   | 37 | 42 | 12 | 13 | 17 | 45 | 59 | -14 |
|  | 21.  | Bourges        | 30 | 42 | 9  | 12 | 21 | 43 | 60 | -17 |
|  | 22.  | Istres         | 26 | 42 | 7  | 12 | 23 | 35 | 62 | -27 |

Legenda:

      Promosse in Division 1 1994-1995

      Retrocesse in Championnat National 1 1994-1995

Due punti a vittoria, uno a pareggio, zero a sconfitta.
In caso di arrivo di due o più squadre a pari punti, la graduatoria verrà stilata secondo la classifica avulsa tra le squadre interessate che prevede, in ordine, i seguenti criteri:
* Migliore differenza reti generale